# Wieszagi
Wieszagi – kolonia wsi Ogroble w Polsce położona w województwie łódzkim, w powiecie wieluńskim, w gminie Wierzchlas.
W latach 1975–1998 miejscowość administracyjnie należała do województwa sieradzkiego.
Przed 2023 r. Wieszlagi były miejscowością podstawową typu kolonia.